# HMS Swordfish (61S)
Pour les autres navires du même nom, voir HMS Swordfish.
Le HMS Swordfish (Pennant number: 61S) est un sous-marin de la classe S de la Royal Navy. Il a été construit en 1932 par Chatham Dockyard à Chatham (Angleterre).
Au début de la Seconde Guerre mondiale, le Swordfish a été "manqué" par trois torpilles tirées par son navire-jumeau (sister-ship) Sturgeon après avoir été pris pour un U-boot allemand. Le 20 avril 1940, il a attaqué un convoi allemand, mais ses torpilles n'ont pas atteint leurs cibles. Deux jours plus tard, il aperçoit un autre convoi, mais ne l'attaque pas en raison du faible tirant d'eau des navires. Dans la matinée du 26 avril, il plonge pour éviter des mines à la dérive ; l'une d'entre elles le touche mais n'explose pas. Au cours de sa sixième patrouille de guerre, le Swordfish est bombardé par erreur par un avion britannique, mais ne subit aucun dommage. Le Swordfish disparait lors de sa douzième patrouille, après avoir quitté Portsmouth le 7 novembre. Bien qu'on ait d'abord cru qu'il avait été coulé par des destroyers allemands, on a déterminé qu'il avait été coulé par une mine lorsque son épave a été découverte en juillet 1983 au large de Brest, en France.

## Conception et description
Les sous-marins de classe S ont été conçus pour succéder à la classe L et étaient destinés à opérer en mer du Nord et en mer Baltique. Les sous-marins avaient une longueur totale de 61,7 m, une largeur de 7,3 m et un tirant d'eau moyen de 3,6 m. Ils déplaçaient 742 t en surface et 942 t en immersion. Les sous-marins de classe S avaient un équipage de 38 officiers et matelots. Ils avaient une profondeur de plongée de 91 m.
Pour la navigation de surface, les sous-marins étaient propulsés par deux moteurs Diesel de 775 chevaux (578 kW), chacun entraînant un arbre d'hélice. En immersion, chaque hélice était entraînée par un moteur électrique de 650 chevaux-vapeur (485 kW). Ils pouvaient atteindre 13,75 noeuds (25,47 km/h) en surface et 10 noeuds (19 km/h) sous l'eau. En surface, les sous-marins du premier groupe avaient une autonomie de 3 700 milles nautiques (6 900 km) à 10 noeuds (19 km/h) et de 64 milles nautiques (119 km) à 2 noeuds (3,7 km/h) en immersion.
Les sous-marins étaient armés de six tubes lance-torpilles de 21 pouces (533 mm) à l'avant. Ils transportaient six torpilles de rechargement pour un total de 12 torpilles. Ils étaient également armés d'un canon de pont de 3 pouces (76 mm).

## Construction et carrière
Commandé le 2 juillet 1930 dans le cadre du programme de construction de 1929, le HMS Swordfish est posé à l'Chatham Royal Dockyard le 1er décembre de la même année. Le sous-marin est lancé le 10 novembre 1931 et mis en service le 28 novembre 1932,.
Au début de la Seconde Guerre mondiale, le Swordfish fait partie de la 2e flottille de sous-marins. Du 23 au 26 août 1939, la 2e flottille de sous-marins s'installe dans ses bases de guerre à Dundee et Blyth.
Le 1er septembre, le jour où la guerre commence, le Swordfish quitte Dundee pour sa première patrouille de guerre, au sud-ouest de Stavanger, en Norvège. Le 14 septembre, au sud-est d'Aberdeen, en Écosse, à la position géographique de 56° 22′ N, 1° 28′ O, il est pris pour un U-boot par son navire-jumeau (sister-ship) HMS Sturgeon, qui lui tire trois torpilles. Le Swordfish plonge et les 3 torpilles le manquent. Le 23 septembre, il quitte Dundee pour sa deuxième patrouille, à l'ouest du Danemark. Informé le lendemain de l'attaque du HMS Spearfish, il reçoit l'ordre de ne pas s'approcher de la zone et retourne à Dundee le 3 octobre. Entre le 3 octobre 1939 et le 13 mars 1940, il se rééquipe à Dundee, puis effectue des exercices d'entraînement. Le 22 mars, il quitte le port pour une autre patrouille, à l'approche ouest du détroit de Skagerrak. Au cours de cette patrouille, le Swordfish ne repère que des navires neutres et rentre à Blyth le 8 avril.
Le Swordfish quitte Blyth à nouveau le 16 avril pour une autre patrouille dans le Skagerrak. Le 20 avril, il repère et attaque un convoi allemand, composé de trois transports lourds et de quatre escorteurs, à la position géographique de 58° 48′ N, 10° 19′ E. Ses torpilles manquent leur cible, mais le Swordfish est attaqué avec des grenades sous-marines jusqu'au soir par les escorteurs du convoi. Deux jours plus tard, il aperçoit un autre convoi de chalutiers et d'escorteurs mais ne les attaque pas en raison de leur faible tirant d'eau, ce qui aurait fait passer les torpilles sous les navires. Dans la matinée du 26 avril, le Swordfish aperçoit plusieurs mines à la dérive qui viennent vers lui ; l'une d'entre elles le heurte alors que le Swordfish plongeait, mais elle n'explose pas. Le Swordfish revient à Blyth deux jours plus tard, mettant fin à sa quatrième patrouille.
Le Swordfish effectue une patrouille sans incident du 10 au 25 mai en mer du Nord. Le 5 juin, il quitte Blyth pour sa sixième patrouille de guerre en mer du Nord. Le lendemain, il est bombardé par erreur par un Lockheed Hudson du 224e escadron de la RAF, mais ne subit aucun dommage. Après son retour à Blyth, le Swordfish effectue une autre patrouille, mais seuls des avions sont aperçus. Lors de sa huitième patrouille, il aperçoit le yacht Maski, qui s'enfuit vers le Royaume-Uni. Après avoir recueilli l'équipage du yacht, le Swordfish le coule à coups de canon. Il effectue ensuite une dixième et une onzième patrouille, ratant plusieurs navires avec ses torpilles.
On n'a plus de nouvelles de lui après son départ de Portsmouth le 7 novembre 1940 avec 40 membres d'équipage à bord pour relever le HMS Usk qui patrouille au large des atterrages occidentaux près de Brest, en France. On pensait à l'époque qu'il avait été coulé par un destroyer allemand, mais un plongeur local le découvre en 1983, coupé en deux par une mine, juste en avant du canon,. L'épave repose par 46 mètres de fond à environ 12 miles au sud de St. Catherine's Point, île de Wight, à la position géographique de 50° 24′ 30″ N, 1° 21′ 00″ O. Il est probable qu'il ait heurté une mine peu après son appareillage alors qu'il effectuait une plongée d'essai. Le site de l'épave est désigné comme un lieu protégé en vertu de la loi de 1986 sur la protection des restes militaires (Protection of Military Remains Act 1986).

## Commandants
- Lieutenant (Lt.) Cecil Bernard Crouch (RN) du 24 juillet 1939 au 10 février 1940.
- Lieutenant (Lt.) Patrick James Cowell (RN) du 10 février 1940 à octobre 1940.
- Lieutenant (Lt.) Michael Armitage Langley (RN) du 15 octobre 1940 au 7 novembre 1940.

Notes: RN = Royal Navy